# Charlie Jones
Charlie Jones je anglický skladatel, baskytarista a hudební producent. Hrál s mnoha umělci, mezi které patří i Robert Plant, Page and Plant, The Strange Sensation, Goldfrapp a mnoha dalšími významnými hudebníky. Jeho manželka, Carmen Plant, je dcera Roberta Planta.

## Diskografie
Violent Blue
- 1985 – I Won't Give In (Losing You)

Ofra Haza
- 1988 – Shaday

Robert Plant
- 1990 – Manic Nirvana
- 1993 – Fate of Nations
- 2002 – Dreamland
- 2004 – Sixty Six to Timbuktu
- 2006 – Nine Lives

Page & Plant
- 1994 – No Quarter: Jimmy Page and Robert Plant Unledded
- 1998 – Walking into Clarksdale

Goldfrapp
- 2003 – Black Cherry
- 2006 – Supernature
- 2008 – Seventh Tree
- 2010 – Head First

Siouxsie Sioux
- 2007 – MantaRay

Merz
- 2008 – Moi Et Mon Camion

Shelleyan Orphan
- 2008 – We Have Everything We Need

Jim Kerr (Simple Minds)
- 2010 – Lostboy! AKA Jim Kerr